# Virisila Buadromo
Virisila Buadromo  est une ancienne journaliste et une militante fidjienne qui agit pour l'égalité des sexes, les droits de l'homme, pour l'état de droit et la démocratie. De 2001 à 2015, elle est la directrice exécutive du mouvement fidjien pour les droits des femmes (en).
Elle obtient, le 10 mars 2008, de la secrétaire d'État des États-Unis, le prix international de la femme de courage.